# كوم بوها بحري
قرية كوم بوها بحري هي إحدى القرى التابعة لمركز ديروط في محافظة أسيوط في جمهورية مصر العربية. حسب إحصاءات سنة 2006، بلغ إجمالي السكان في كوم بوها بحري 7329 نسمة، منهم 3750 رجل و3579 امرأة.